# Daegu Stadium
Daegu Stadium či 대구스타디움) je víceúčelový stadion sloužící zejména pro fotbal a atletiku v Tegu (Jižní Korea). Pojme 66 422 diváků. Domácí zápasy zde hrál fotbalový klub Daegu FC. Byl postaven pro Mistrovství světa ve fotbale 2002.
Stavba započala 29. července 1997 a byla otevřena 28. června 2001. Střešní konstrukce stadionu se skládá ze dvou ocelových oblouků, z nichž každý má rozpětí 273 metrů, který překlenuje hlavní a pultové stojany. Celková hmotnost střechy je 4 350 tun a střešní krytina je z PTFE - membrány vyztužené skelným vláknem. Téměř 75% střechy zakrývá sedadla diváků.
Jako první událost se zde odehrával Konfederační pohár FIFA v roce 2001. Byl to jeden z 20 stadionů, kde se pořádaly zápasy mistrovství světa ve fotbale v roce 2002. O rok později byl hlavním dějištěm Letní univerziády 2003. V roce 2011 se zde konalo Mistrovství světa v atletice 2011.